# Constitución

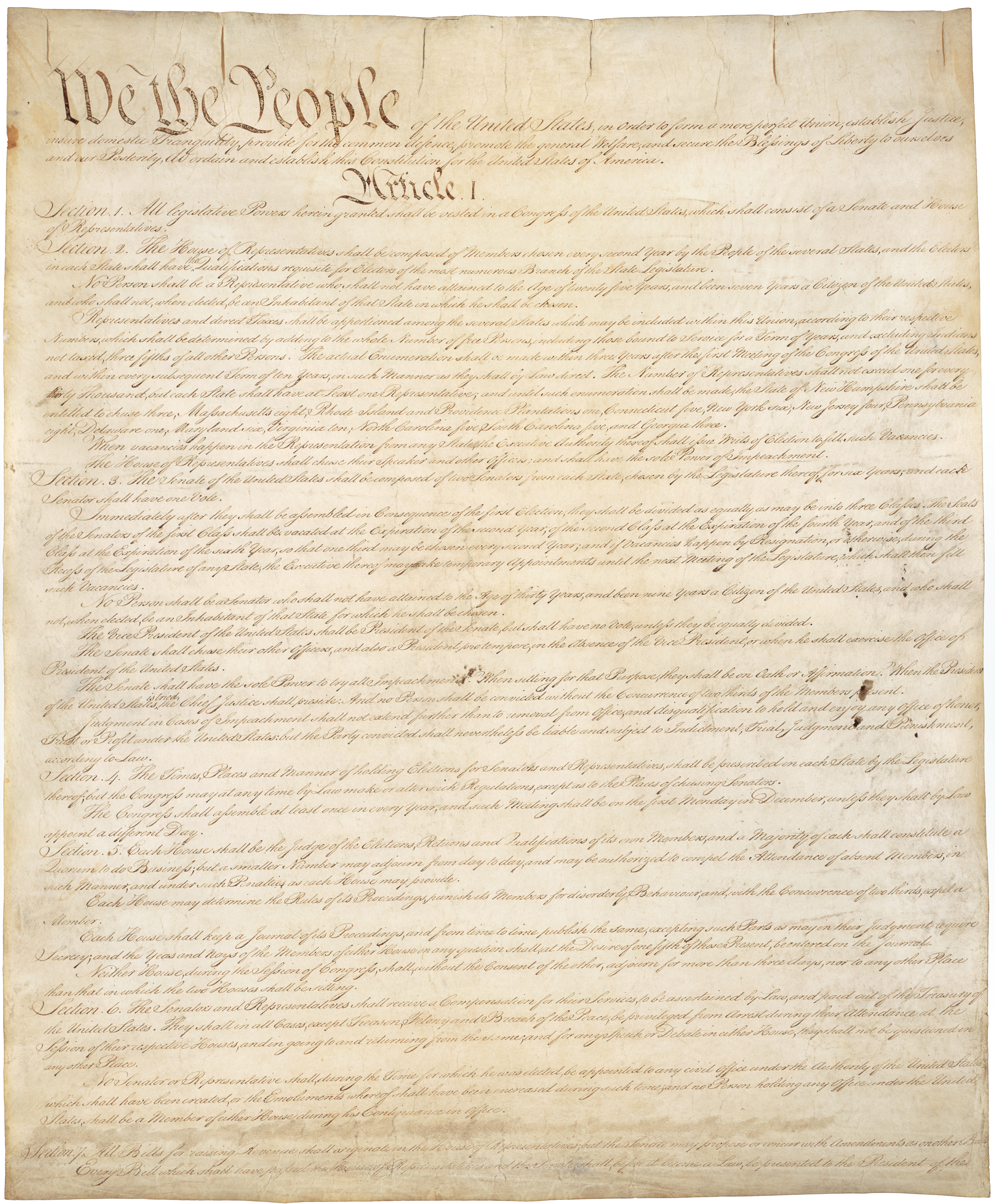
La Constitución de los Estados Unidos es la constitución federal más antigua que se encuentra en vigor actualmente en el mundo, conteniendo originalmente dos secciones: separación de poderes y una declaración de derechos.

Una constitución (del latín constitutio, -ōnis) es un texto codificado de carácter jurídico-político, surgido de un poder constituyente, que tiene el propósito de constituir una separación de poderes, definiendo y creando los poderes constituidos (legislativo, ejecutivo y judicial), que anteriormente estaban unidos o entremezclados, y sus respectivos controles y equilibrios (checks and balances), además de ser la ley fundamental de un Estado, con rango superior al resto de las normas jurídicas, fundamentando —según el normativismo— todo el ordenamiento jurídico, incluye el régimen de los derechos y libertades de los ciudadanos, también delimitando los poderes e instituciones de la organización política. 
En la actualidad también se tiene como costumbre añadir normas ajenas a la regulación del poder político, dependiendo de la ideología, tales como los fundamentos del sistema económico. La constitución no constituye al Estado o la nación, debido a que ambos ya son hechos anteriores constituidos.
En ciencia política, a los Estados que tienen separación de poderes se les añade a su forma de Estado el término constitucional (como es el caso de la monarquía constitucional o la república constitucional). En el uso cotidiano del término, se llama constitución a todas las leyes supremas de los Estados aunque no cuenten con separación de poderes. También se usa como sinónimo carta magna, en referencia a un tratado de paz de 1215 que ha influido profusamente en el common law anglosajón.

## Clasificación
La constitución, como toda norma jurídica, puede definirse tanto desde el punto de vista formal como desde el punto de vista material. Desde el punto de vista material, la constitución es el conjunto de reglas fundamentales que se aplican al ejercicio del poder estatal. Desde el punto de vista formal, la constitución se define a partir de los órganos y procedimientos que intervienen en su adopción, derivándose así una de sus características principales, la supremacía sobre cualquier otra norma del ordenamiento jurídico.

### Definición material

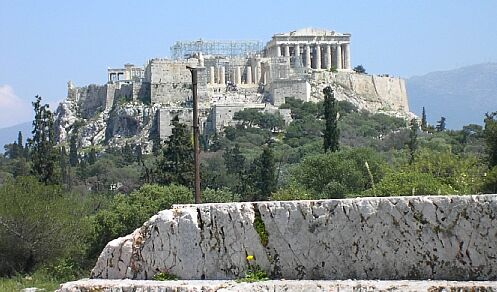
La democracia ateniense fue la primera en adquirir las características de una constitución.

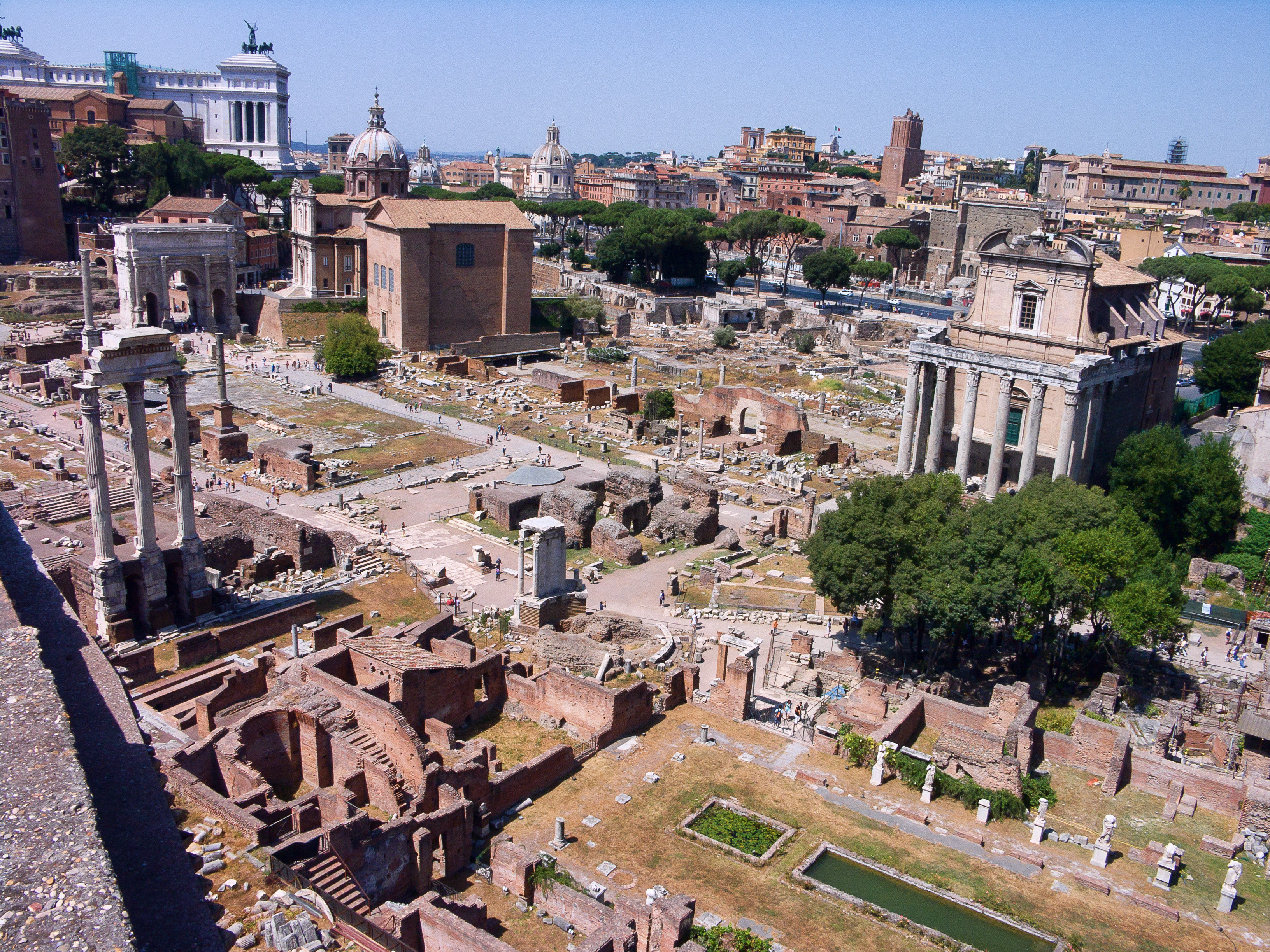
La Antigua Roma, a través de sus instituciones políticas complejas y organizadas, también tiene una constitución.

Una constitución material se define de acuerdo con sus reglas y contenido, en lugar de un texto o documentos específicos. Por lo tanto, una constitución material es un conjunto de reglas que se pueden agrupar en un solo documento, pero no necesariamente. Estas reglas generalmente se clasifican en una o más de las siguientes categorías:
- por un lado, todas las reglas que organizan las autoridades públicas y sus relaciones entre ellas (gobierno, parlamento, presidente, rey, etc. ),
- por otro lado, las libertades públicas (o libertades fundamentales) se pueden otorgar a cualquier persona que resida en el territorio o nacional del Estado de que se trate.  En esta última categoría, a menudo encontramos derechos o libertades tales como la libertad de ir y venir, libertad de expresión, etc.. Este es el significado del Artículo 16 de la Declaración de los Derechos del Hombre y del Ciudadano de 1789:

"Una sociedad en la que la garantía de los derechos no está asegurada, ni la separación de poderes determinada, no tiene Constitución."
Asamblea Nacional Constituyente (Francia), 26 de agosto de 1789.

La mayoría, si no todos, los estados tienen una constitución material, en el sentido de que tienen reglas que organizan y gobiernan sus instituciones políticas.

### Según su reformabilidad
Según su reformabilidad, las constituciones se clasifican en rígidas y flexibles. Las constituciones rígidas son aquellas que requieren de un procedimiento especial y complejo para su reformabilidad; es decir, los procedimientos para la creación, reforma o adición de las leyes constitucionales es distinto y más complejo que los procedimientos de las leyes ordinarias.
- Constituciones semirrígidas, rígidas o pétreas

Son aquellas constituciones que para modificarse establecen un procedimiento más agravado que el procedimiento legislativo ordinario. Según el grado de complejidad del mismo se denominarán rígidas o semirrígidas.
En la práctica, las constituciones escritas son también constituciones rígidas; es decir, cuando en un Estado encontramos que existe Constitución escrita, descubrimos que esta tiene un procedimiento más complejo de reforma o adición que el procedimiento para la creación, reforma o adición de una ley ordinaria.
- Constituciones flexibles

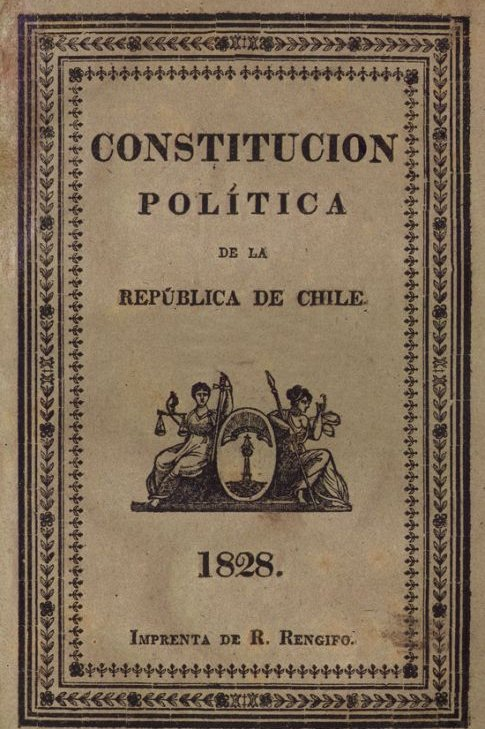
Constitución de Chile de 1828.

Se modifican mediante el procedimiento legislativo ordinario, lo que significa que una ley del parlamento puede cambiarlas en cualquier momento.

### Según su origen
Las Constituciones se diferencian también en función de su origen político: pueden ser creadas por contrato entre varias partes, por imposición de un grupo a otro, por decisión soberana, etc.

#### Constituciones otorgadas
Las Constituciones otorgadas se dice que corresponden tradicionalmente a un Estado monárquico, donde el propio soberano es quien precisamente otorga; es decir, son aquellas en las cuales el monarca, en su carácter de titular de la soberanía, las otorga al pueblo. En este caso, se parte de las siguientes premisas: 
- Desde la perspectiva del monarca, es él quien la otorga, por ser el depositario de la soberanía.
- Es una relación entre el titular de la soberanía –monarca— y el pueblo, quien simplemente es receptor de lo que indique el monarca
- Se trata de una Constitución en la cual se reconocen los derechos para sus súbditos, con respecto al poder legislativo.

#### Constituciones impuestas
Hay Constituciones que son impuestas por el Parlamento al monarca, refiriéndose al Parlamento en sentido amplio, con lo que se alude a la representación de las fuerzas políticas de la sociedad de un Estado, de los grupos reales de poder en un Estado que se configuran en un órgano denominado Parlamento. En este tipo de Constitución, es la representación de la sociedad la que le impone una serie de notas, determinaciones o de cartas políticas al rey, y este las tiene que aceptar. Por lo tanto, en el caso de las Constituciones impuestas existe una participación activa de la representación de la sociedad en las decisiones políticas fundamentales.

#### Constituciones pactadas
En las Constituciones pactadas, la primera idea que se tiene es el consenso. Nadie las otorga en forma unilateral, ni tampoco las impone debido a que si son impuestas y no se pactan, carecerían de un marco de legitimidad. Estas Constituciones son multilaterales, ya que todo lo que se pacte implica la voluntad de dos o más agentes; por lo tanto, son contractuales y se dice que parten de la teoría del pacto social. Así, se puede pactar entre comarcas, entre provincias, entre fracciones revolucionarias, etc.
Las constituciones pactadas o contractuales implican
1. una mayor evolución política que en aquellas que son impuestas u otorgadas
2. en las pactadas hay una fuerte influencia de la teoría del pacto social
3. en aquellas que son pactadas, este pacto o consenso se puede dar entre diversos agentes políticos o todos aquellos grupos de poder real que estén reconocidos por el Estado.

Así, aun tratándose de una monarquía, cuando se pacta los gobernados dejan de ser súbditos y se consagran como un pueblo soberano.

#### Constituciones aprobadas por voluntad de la soberanía popular
Son aquellas elegidas por el pueblo de un Estado, la cual por lo general se dan a conocer por una asamblea y se reafirman con la votación máxima de la población en un proceso electoral. Por lo tanto, no es que la sociedad pacte con los detentadores del poder público, sino que la Constitución surge de las necesidades sociales y de la fuerza popular.

### Antecedentes

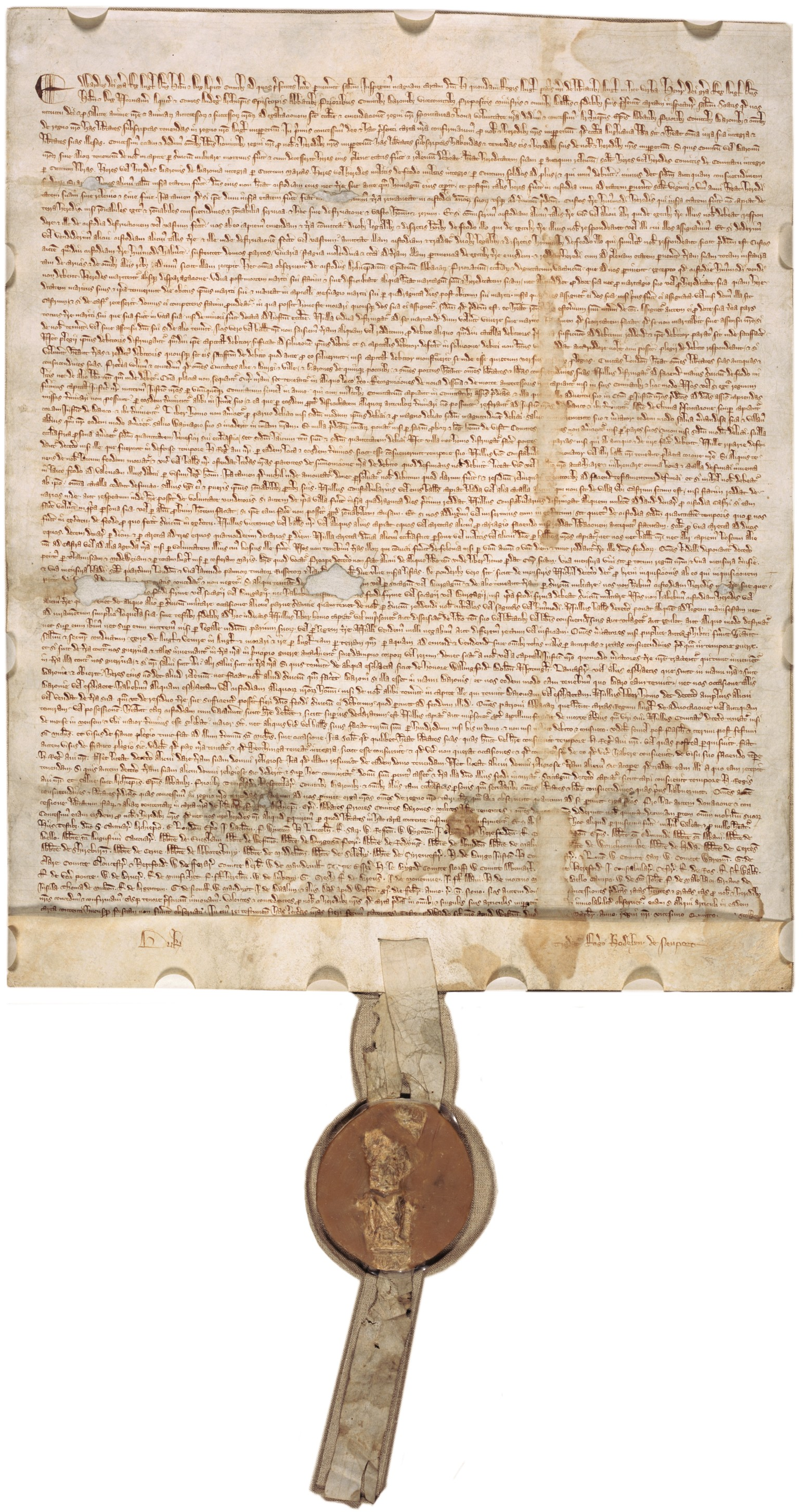
Carta Magna (Inglaterra, 1215 -versión con sello de 1297-).
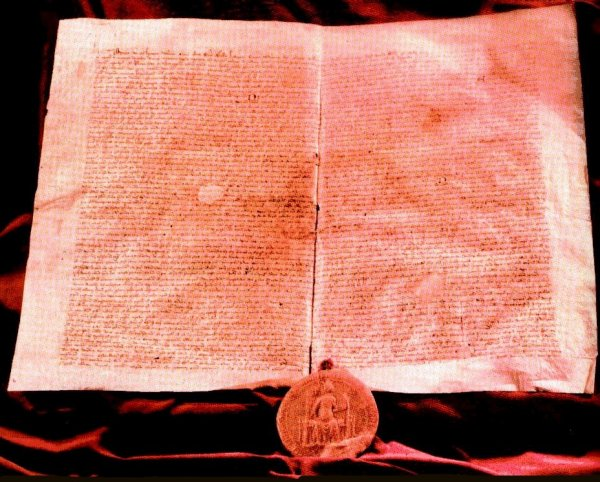
Bula de Oro de 1222 (Hungría).
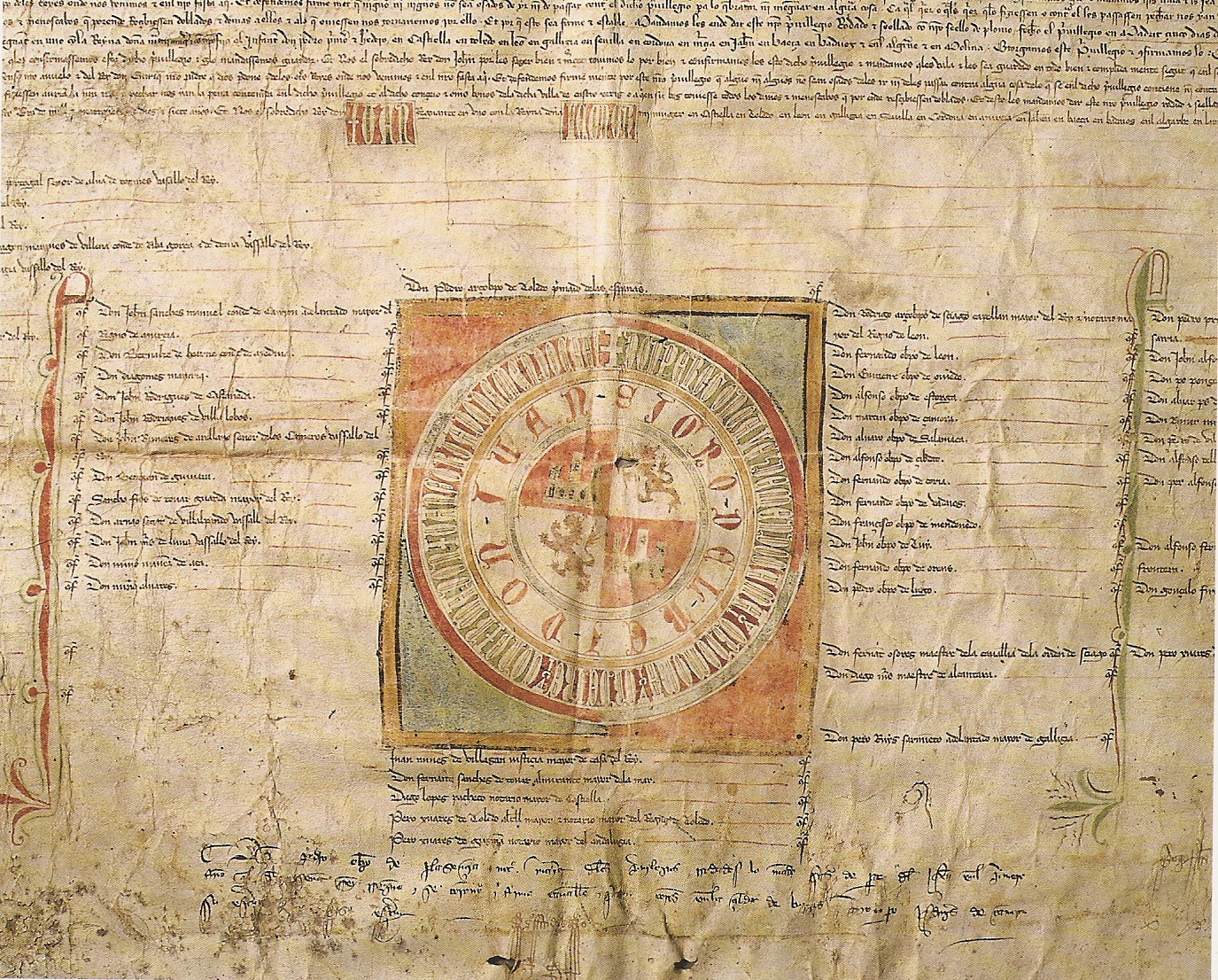
Privilegio de Juan I de Castilla confirmando el Fuero de Castrojeriz (ca. 1379-1390).
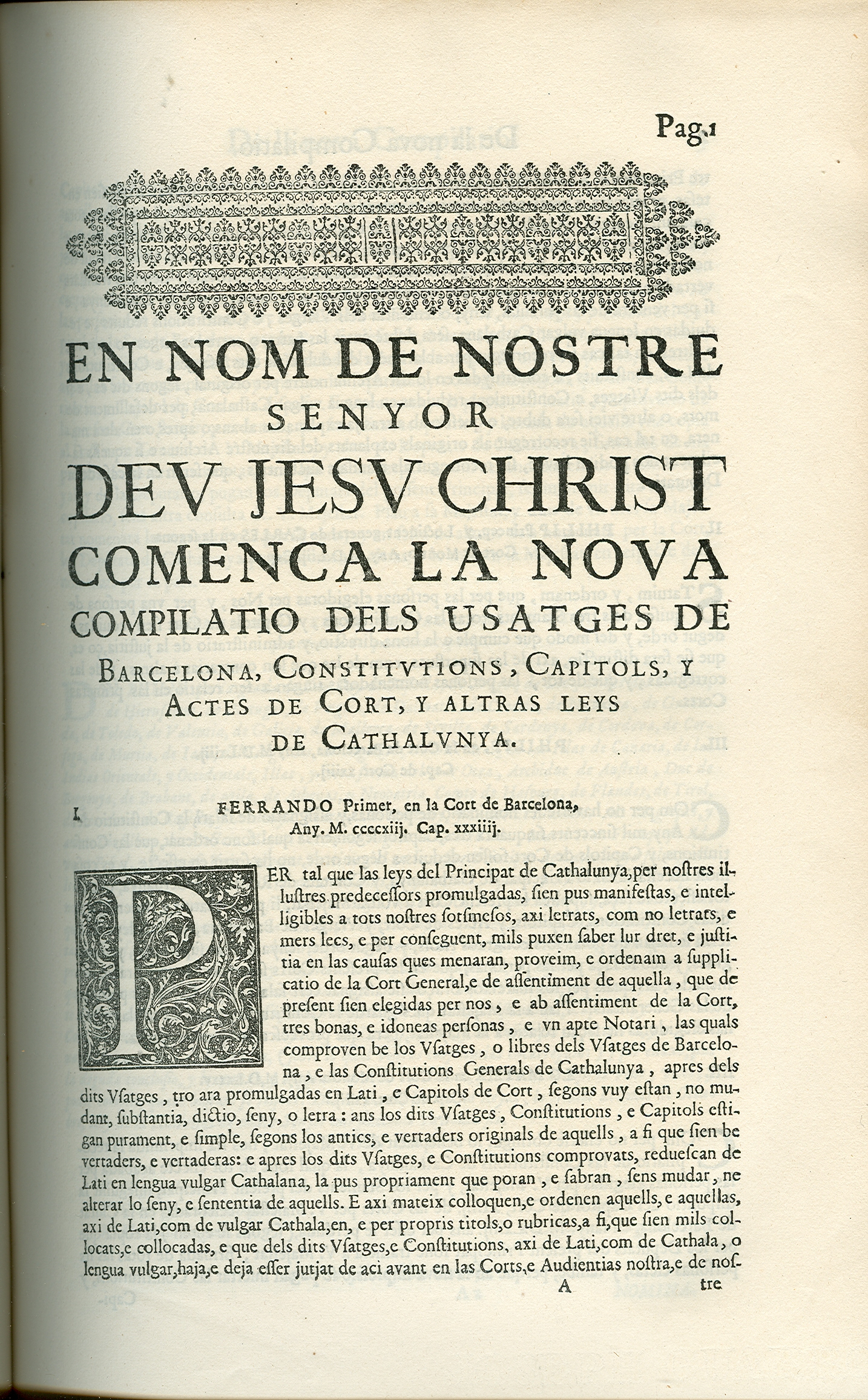
Nova compilatio dels usatges de Barcelona, constitutions, capitols y actes de cort y altras leys de Cathalunya (libro impreso a partir de la versión de 1413 -constituciones catalanas, usatges-).
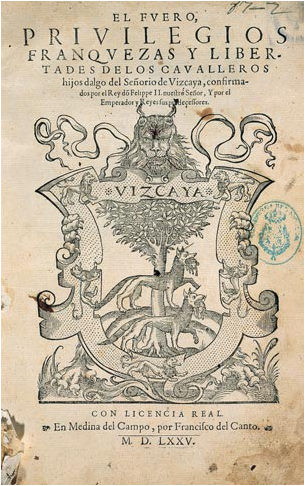
El Fuero, Privilegios, Franquezas y Libertades de los Cavalleros hijosdalgo del Señorío de Vizcaya, confirmados por el Rey don Felipe II nuestro señor, Y por el Emperador y Reyes sus predecesores (1575).

### Historia moderna

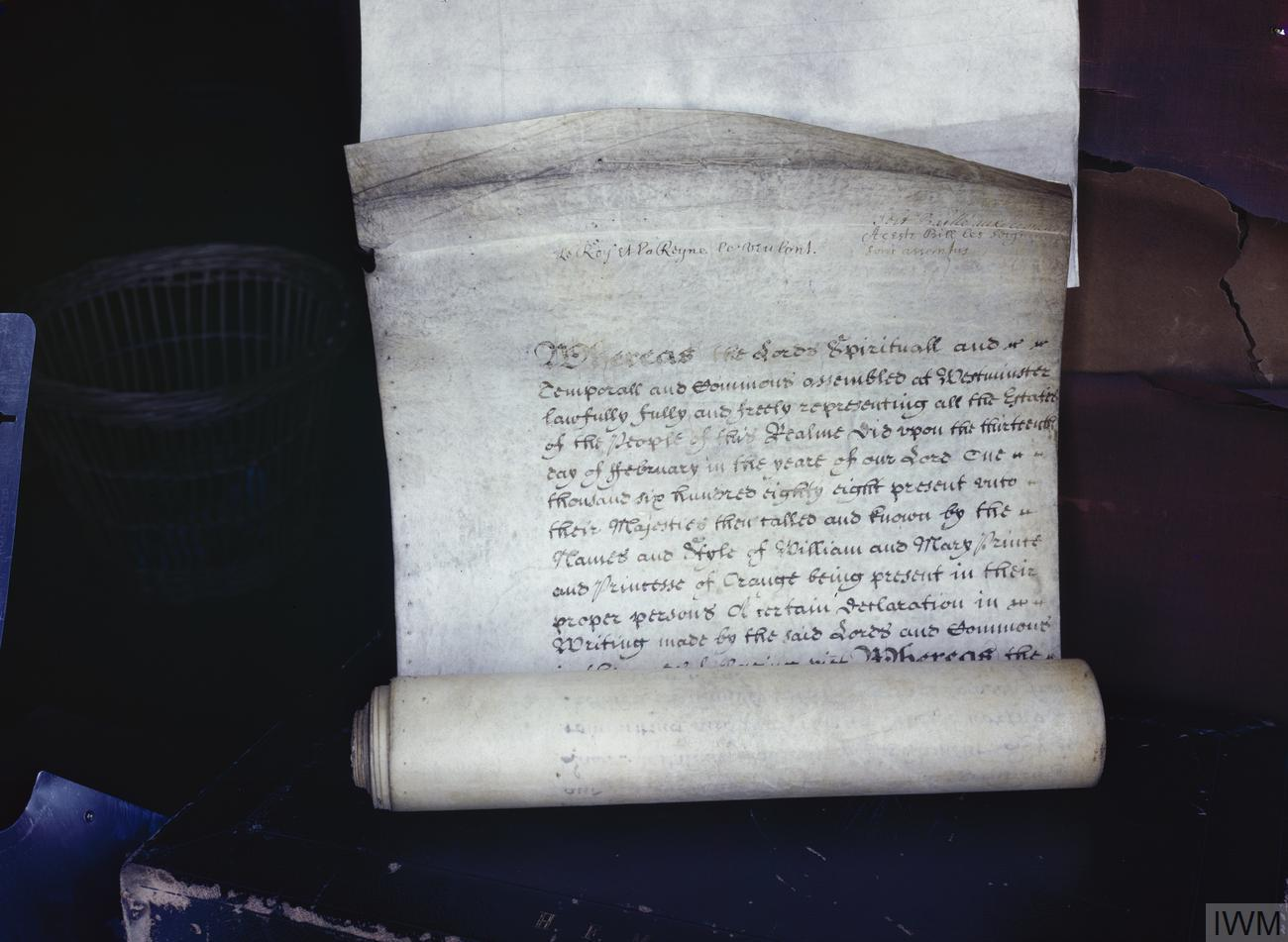
Bill of rights inglés de 1689.
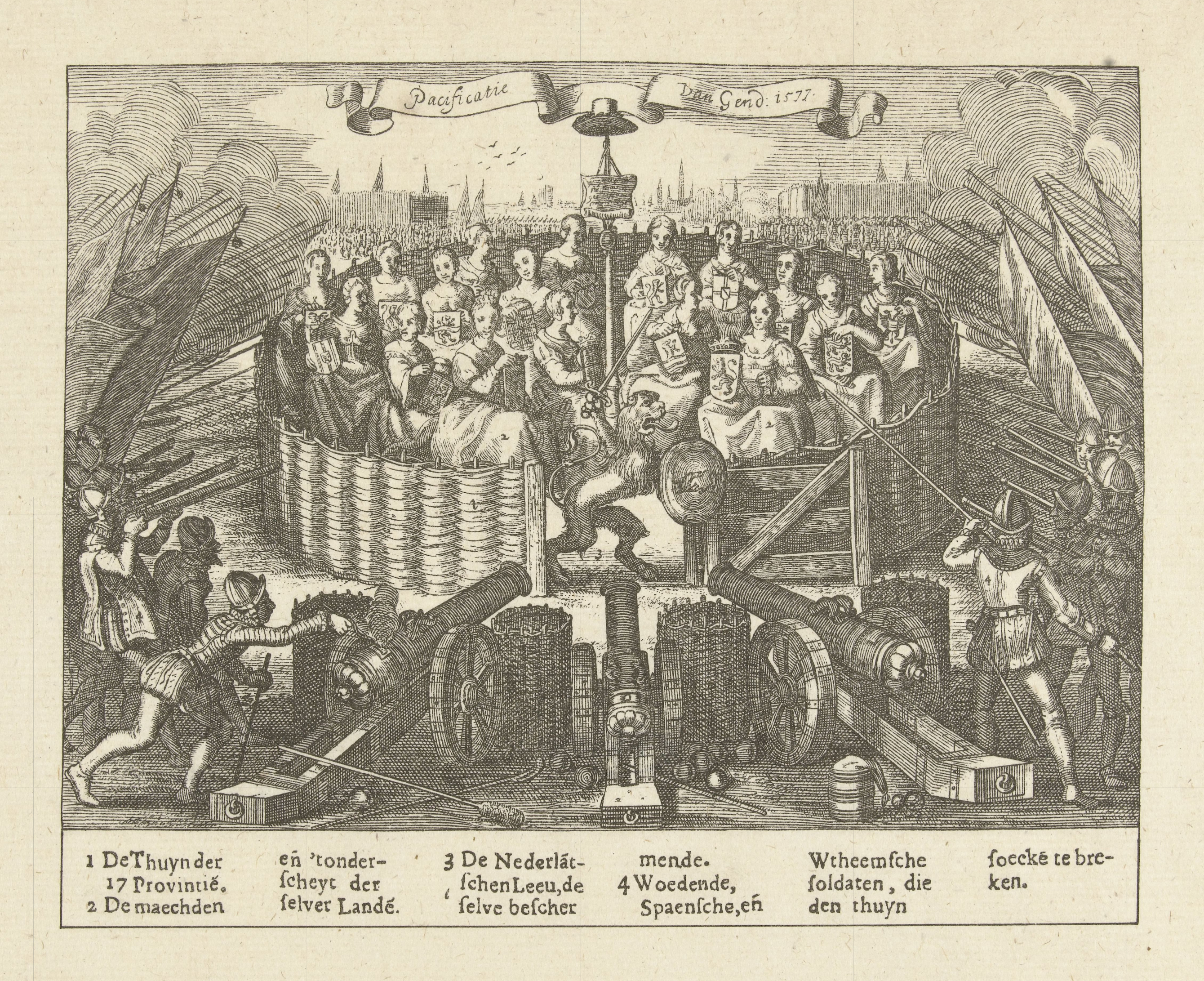
Alegoría de la Pacificación de Gante, 1576.
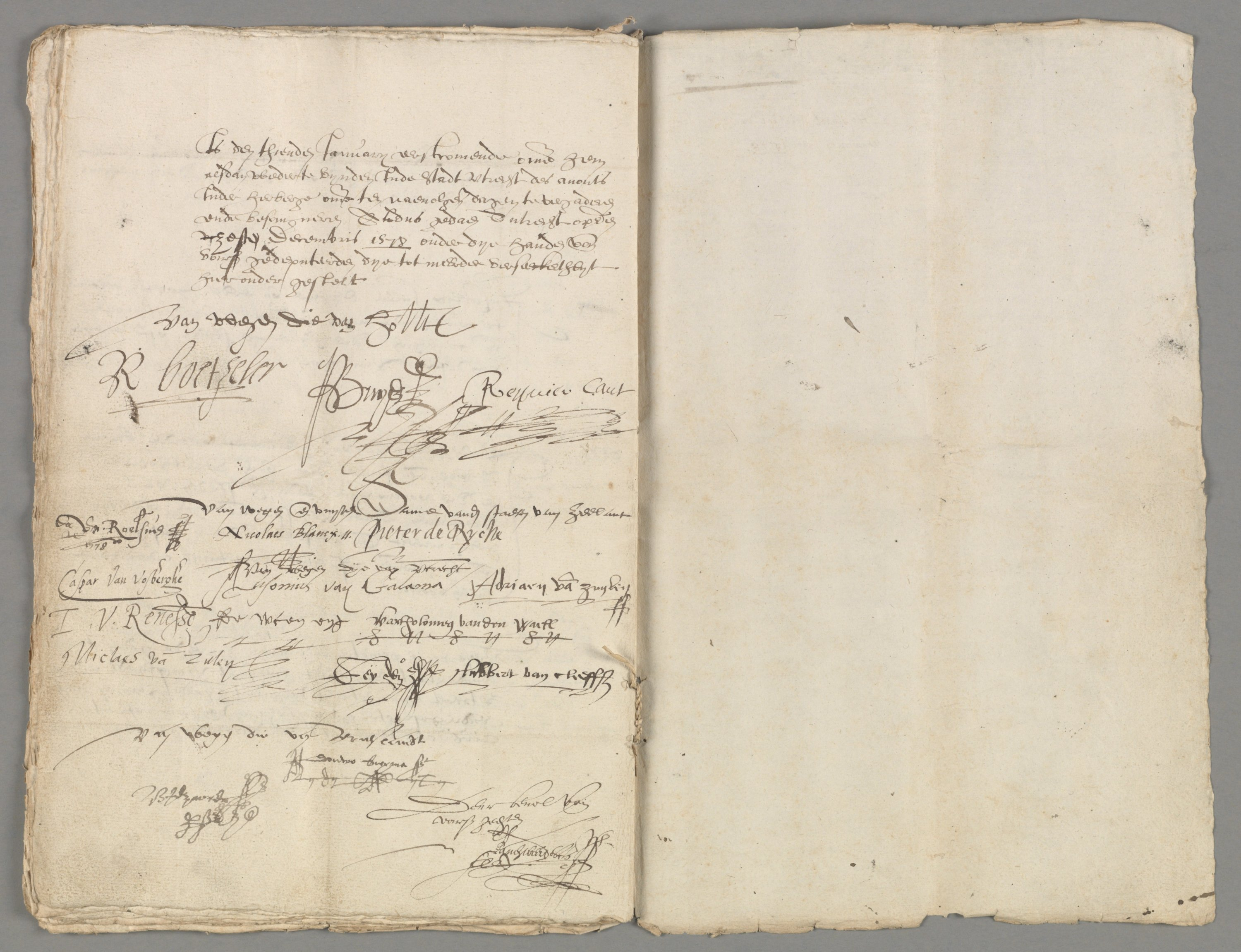
Firmas al pie de la Unión de Utrecht, 1579.

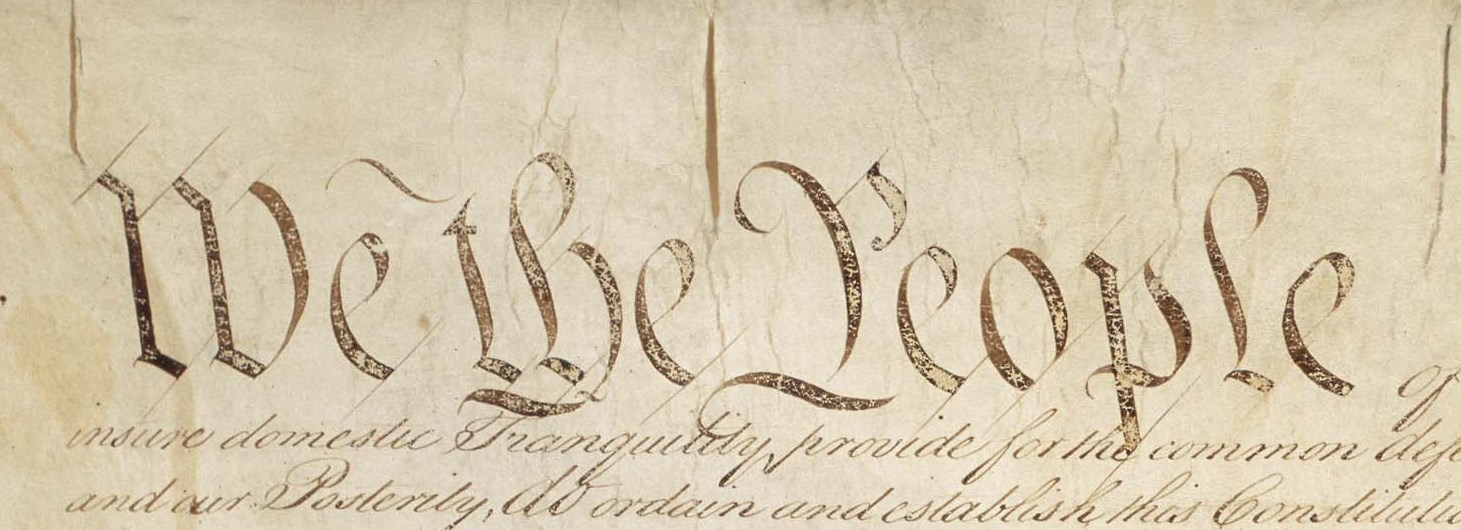
We, the people ("nosotros, el pueblo") son las palabras con las que comienza la Constitución de los Estados Unidos, 1787.
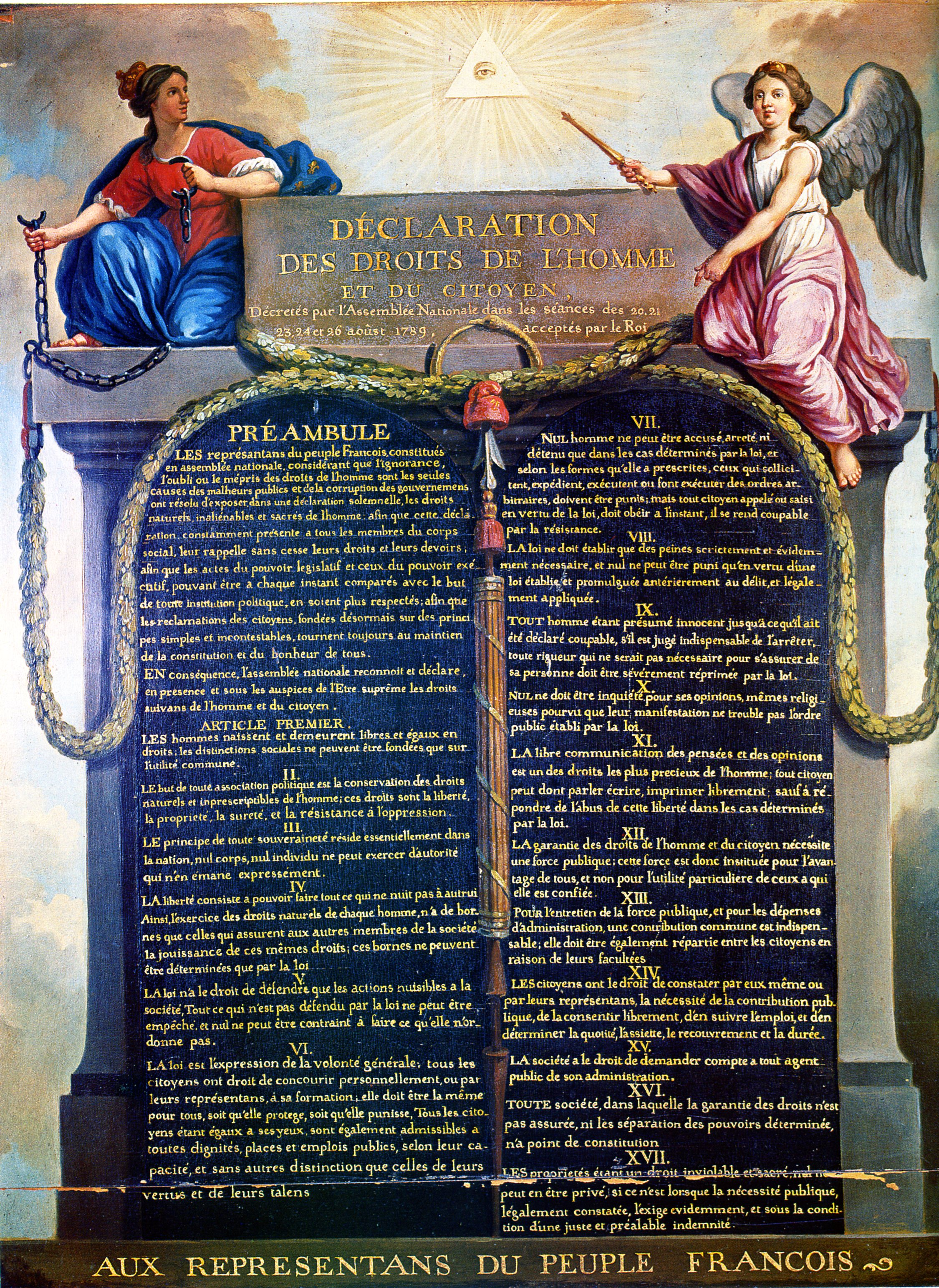
Déclaration des droits de l'homme et du citoyen francesa de 1789.
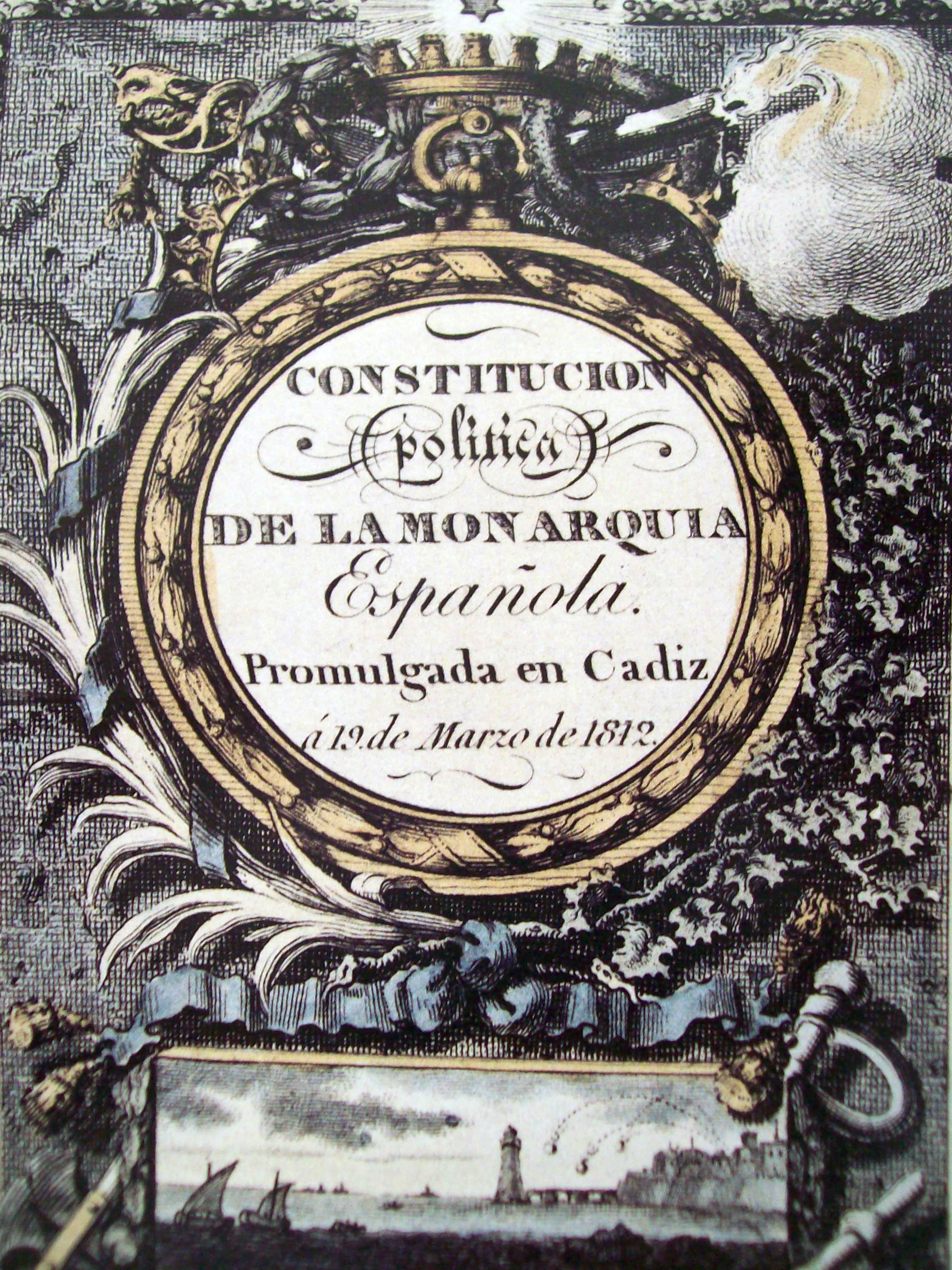
La primera constitución española, "de Cádiz" o "de 1812", llamada "la Pepa" por promulgarse el 19 de marzo.
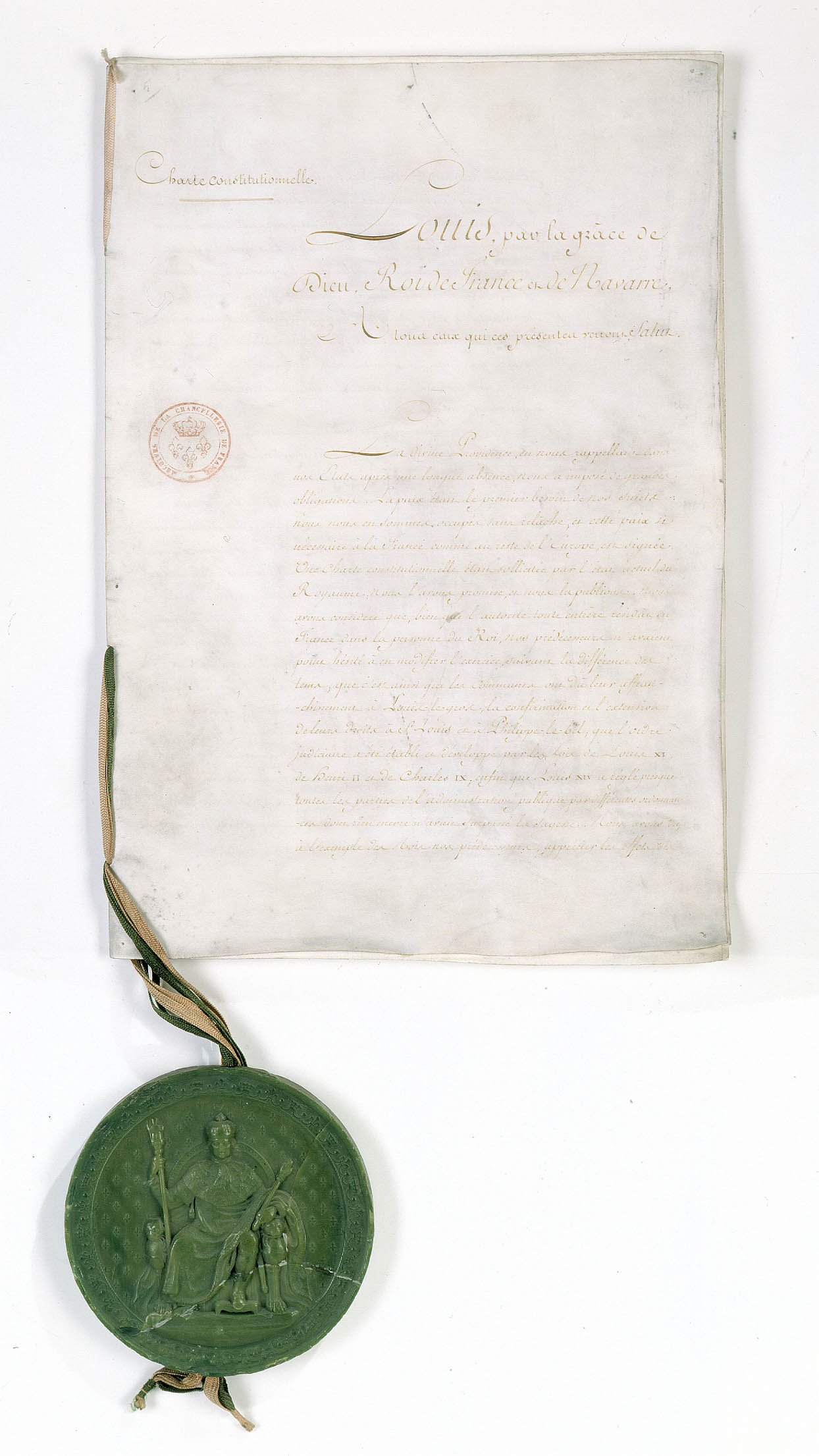
Charte constitutionnelle de 1814, la carta otorgada por Luis XVIII durante la restauración borbónica en Francia.

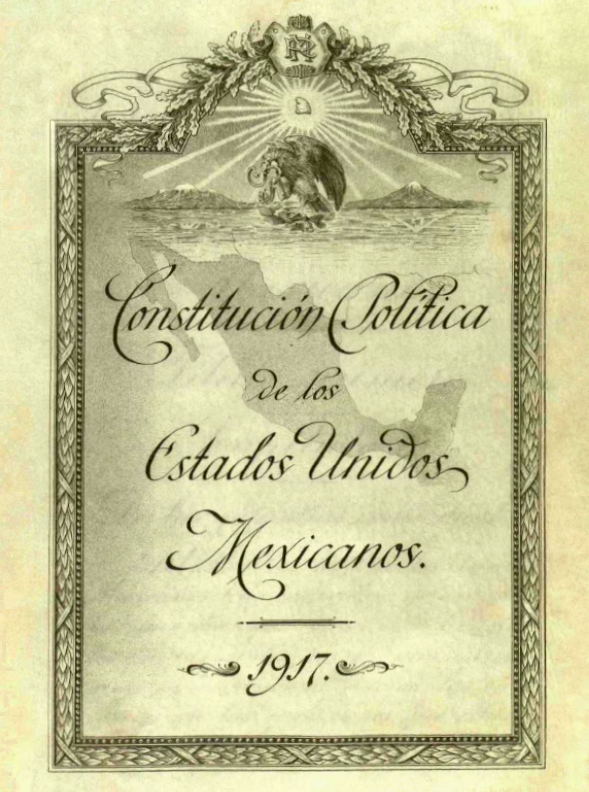
Constitución mexicana de 1917.
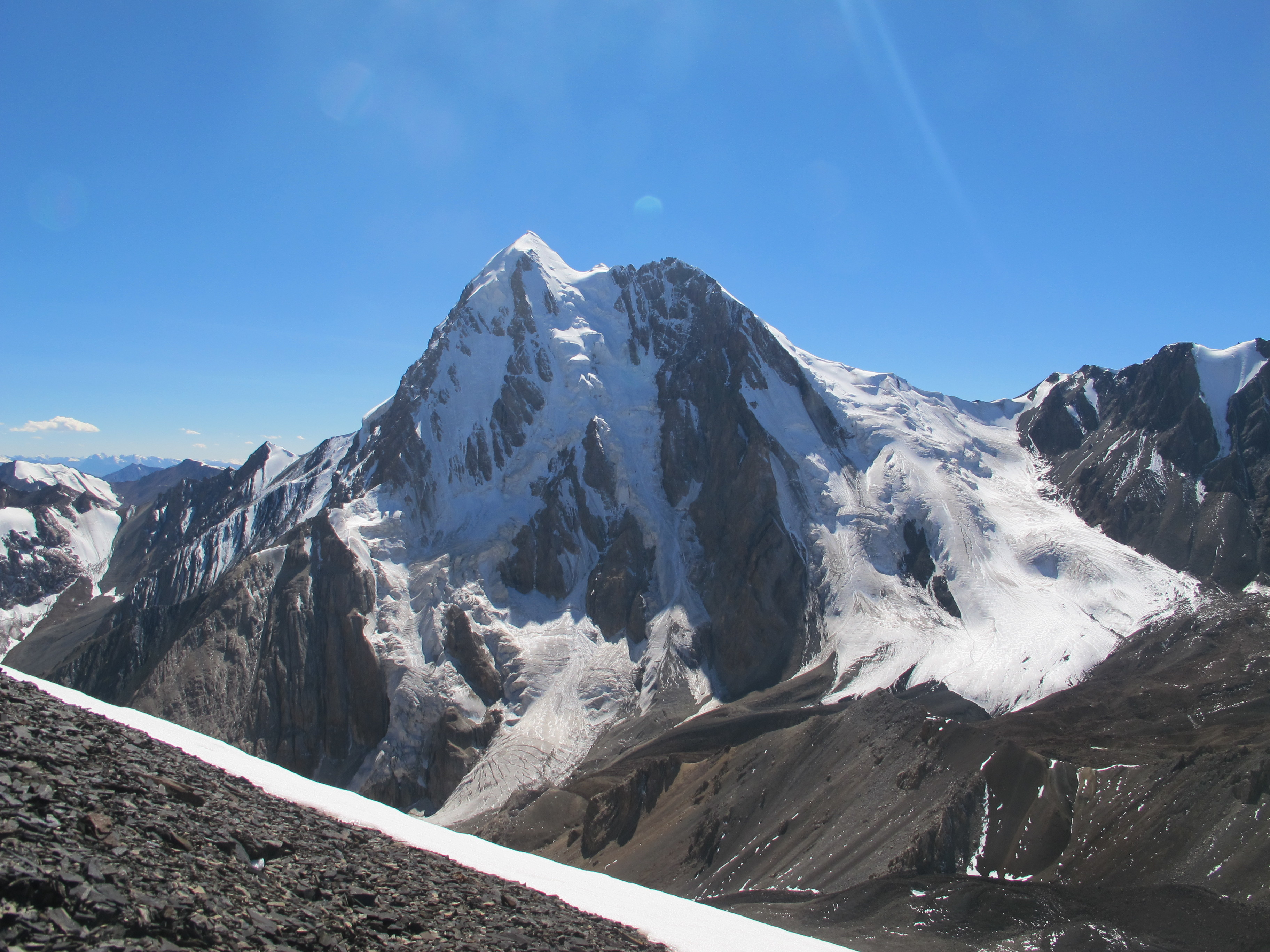
Pico "Constitución", de 5284 metros, el mayor de Kuyljutau (cordillera Tian Shan, en el actual Kirgizistán), denominado así en honor a la Constitución soviética.
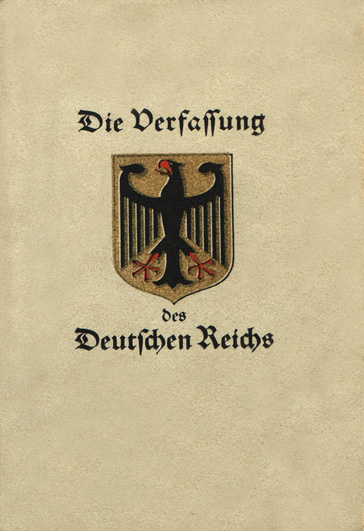
Die Verfassung des Deutschen Reichs, la llamada "Constitución de Weimar" de 1919.
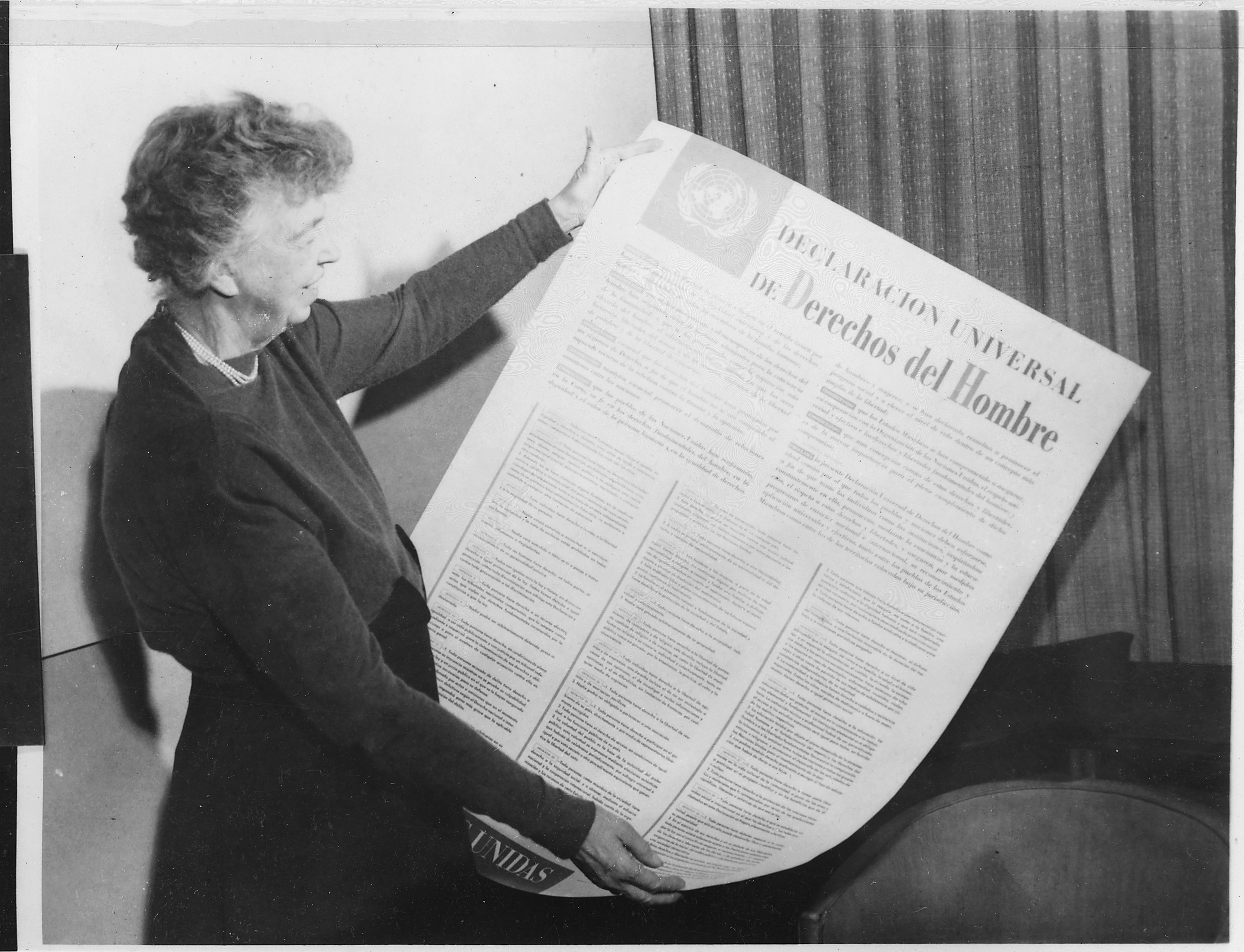
Declaración Universal de Derechos de Hombre de 1948 (ejemplar en español, sostenido por Eleanor Roosevelt).